# München Ost (stacja kolejowa)
München Ost (Ostbahnhof) – dworzec kolejowy w Monachium, w dzielnicy Haidhausen. Jest trzecim co do wielkości dworcem w mieście. Znajduje się tu również stacja metra.